# Uilenkopmeerkat
De uilenkopmeerkat of uilmeerkat (Cercopithecus hamlyni) is een soort van het geslacht echte meerkatten (Cercopithecus).
Een van de opvallendste uiterlijke kenmerken van deze soort is zonder meer het onbehaarde, bijna fluorescerende blauwe scrotum van de mannelijke dieren. Ook de verticale witte streep op het gezicht is een duidelijk kenmerk. De soort komt voor in Congo-Kinshasa en Rwanda, waar hij in groepen in de oerwouden leeft. Het lichaam is ongeveer 55 centimeter lang; de staart overtreft deze lengte met enkele centimeters. Het dier weegt 4 tot 8 kg.
De uilenkopmeerkat is een zeer zeldzame verschijning in dierentuinen met slechts 7 Europese tuinen die ze houden. In ZOO Antwerpen leven er drie: Kibo het mannetje, Jimmel het vrouwtje en Vince hun zoon. In de Amsterdamse dierentuin Artis leefden tot 2013 twee exemplaren. Verder vinden we deze soort ook nog terug in Berlijn, Leipzig (stamboekhouder), 3 Franse tuinen en in Bojnice